# Neuweiler (Baden-Württemberg)
Neuweiler is een plaats in de Duitse deelstaat Baden-Württemberg, en maakt deel uit van het Landkreis Calw.
Neuweiler telt 3.174 inwoners.
Altensteig ·
Althengstett ·
Bad Herrenalb ·
Bad Liebenzell ·
Bad Teinach-Zavelstein ·
Bad Wildbad ·
Calw ·
Dobel ·
Ebhausen ·
Egenhausen ·
Enzklösterle ·
Gechingen ·
Haiterbach ·
Höfen an der Enz ·
Nagold ·
Neubulach ·
Neuweiler ·
Oberreichenbach ·
Ostelsheim ·
Rohrdorf ·
Schömberg ·
Simmersfeld ·
Simmozheim ·
Unterreichenbach ·
Wildberg